# Veskimetsa
Veskimetsa is een subdistrict of wijk (Estisch: asum) binnen het stadsdistrict Haabersti in Tallinn, de hoofdstad van Estland. De wijk telde 20 inwoners op 1 januari 2020. De naam betekent ‘Molenwoud’. Het grootste deel van de wijk wordt in beslag genomen door de dierentuin van Tallinn.

## Voorzieningen
De wijk grenst, vanaf het noordwesten met de wijzers van de klok mee, aan de wijken Haabersti, Mustjõe, Kadaka en Väike-Õismäe.
De dierentuin (Estisch: Tallinna loomaaed) is de enige dierentuin in heel Estland. Hij werd gesticht in 1937, maar ging pas officieel open in 1939. In 1940 kwam hij onder het beheer van de gemeente Tallinn en die is nog steeds de eigenaar. In 1983 werd de dierentuin verplaatst naar een afgedankte legerbasis in Veskimetsa ter grootte van 87 hectare.
De dierentuin is vooral gespecialiseerd in geiten en argali’s. Hij is ook goed gesorteerd in roofvogels, uilen en kraanvogels.
Behalve de dierentuin heeft Veskimetsa ook een manege, Veskimetsa Ratsakeskus. Het resterende deel van de wijk is natuurgebied.

## Vervoer
De weg Paldiski maantee vormt de grens tussen de wijken Veskimetsa en Haabersti. Een aantel buslijnen komen over deze weg. Daaronder zijn de lijnen 42 en 43, die tot 1 januari 2016 de trolleybuslijnen 6 en 7 waren. Lijn 42 gaat van de wijk Väike-Õismäe naar het warenhuis Kaubamaja in het centrum van Tallinn en lijn 43 van Väike-Õismäe naar het Baltische Station.

## Foto’s

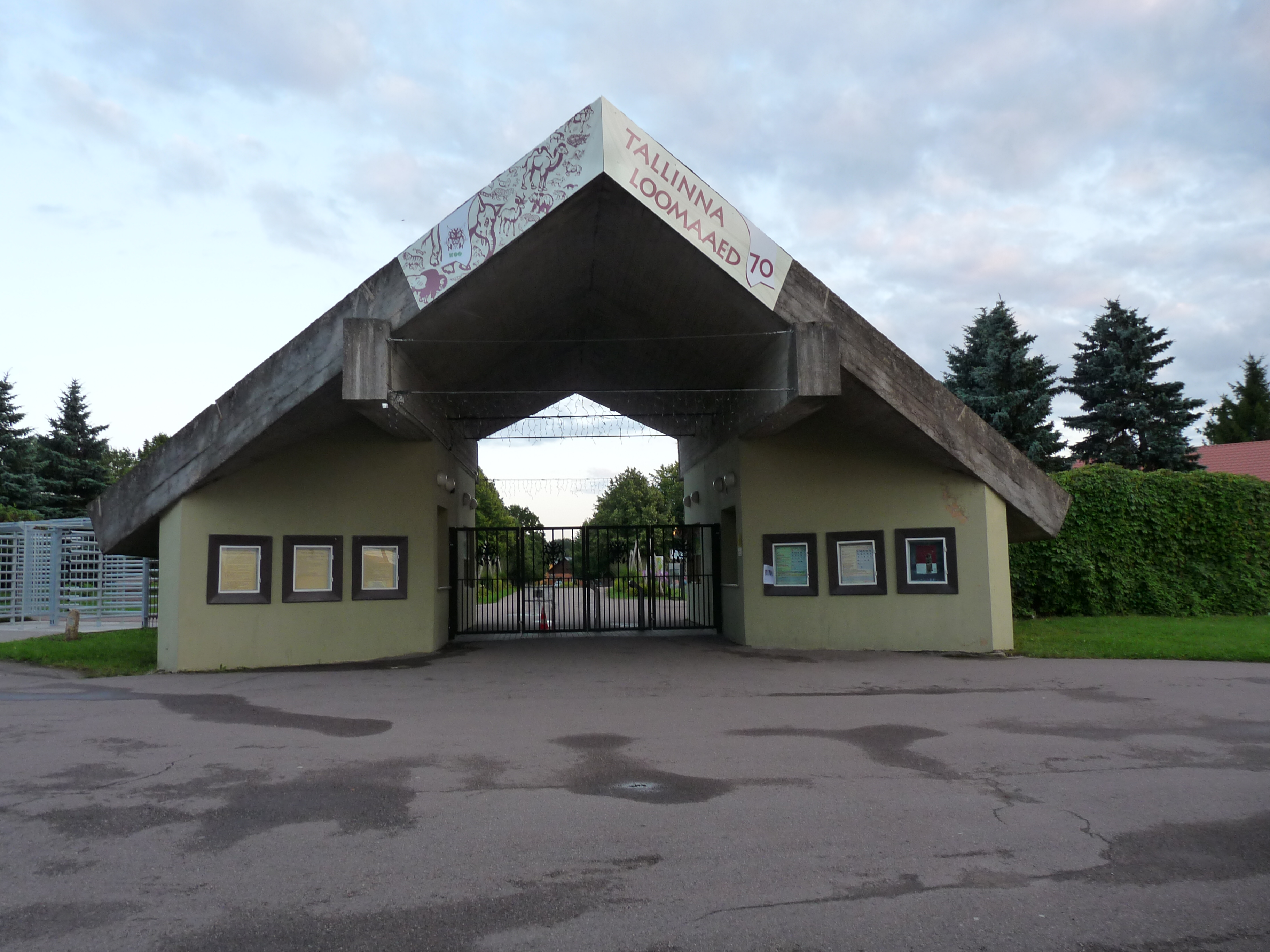
Ingang van de dierentuin
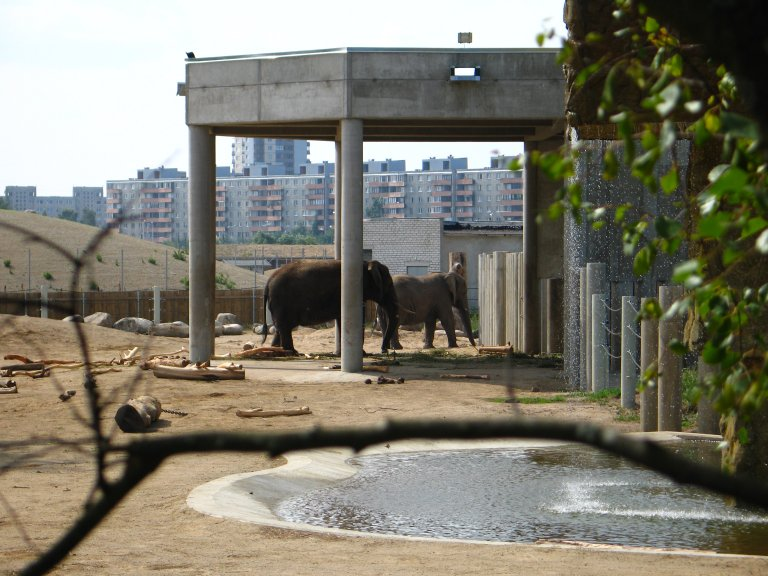
Het olifantenverblijf in de dierentuin. Op de achtergrond de flatwijk Kadaka
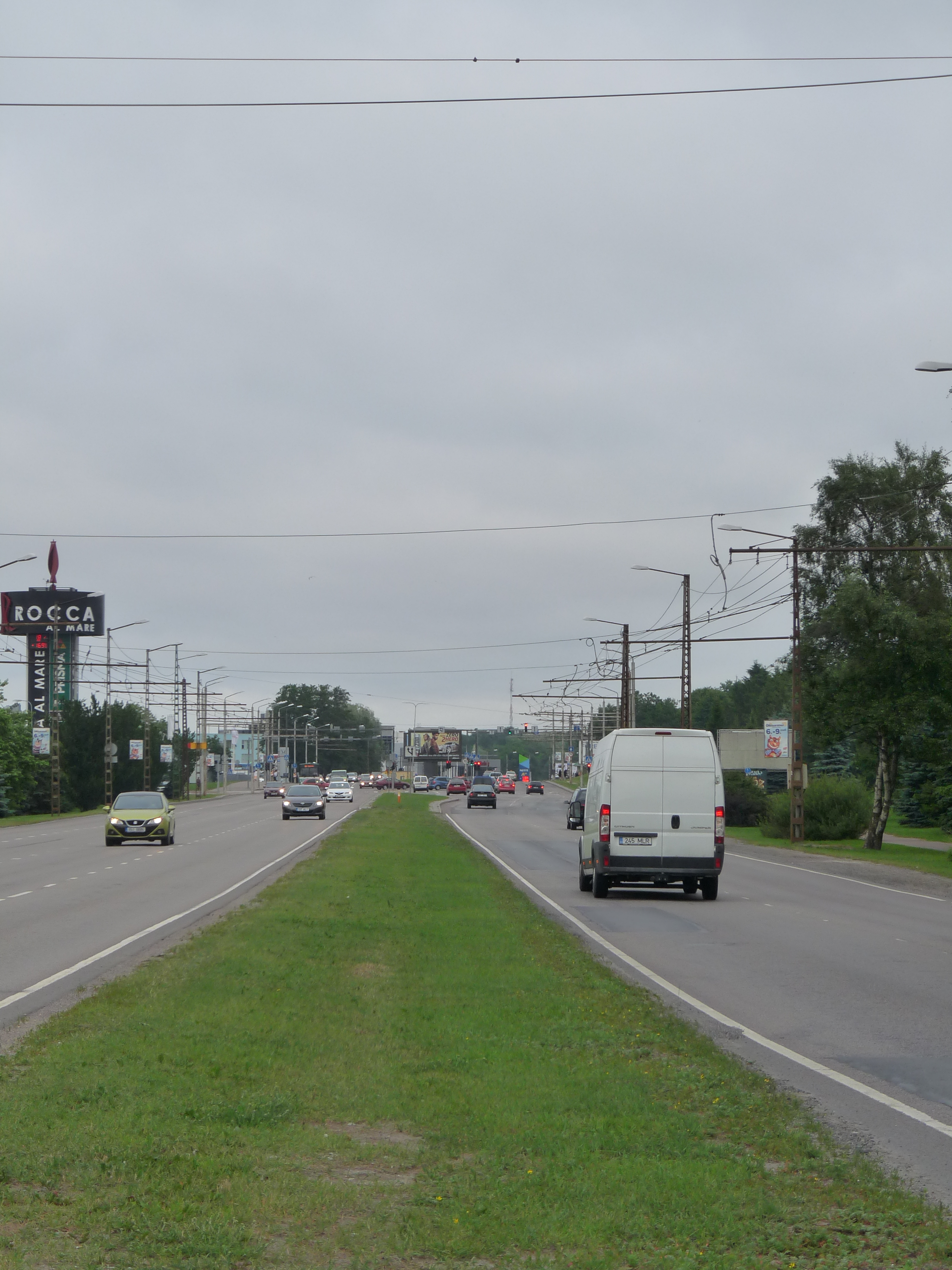
De weg Paldiski maantee. Links de wijk Haabersti, rechts Veskimetsa